# Arverni

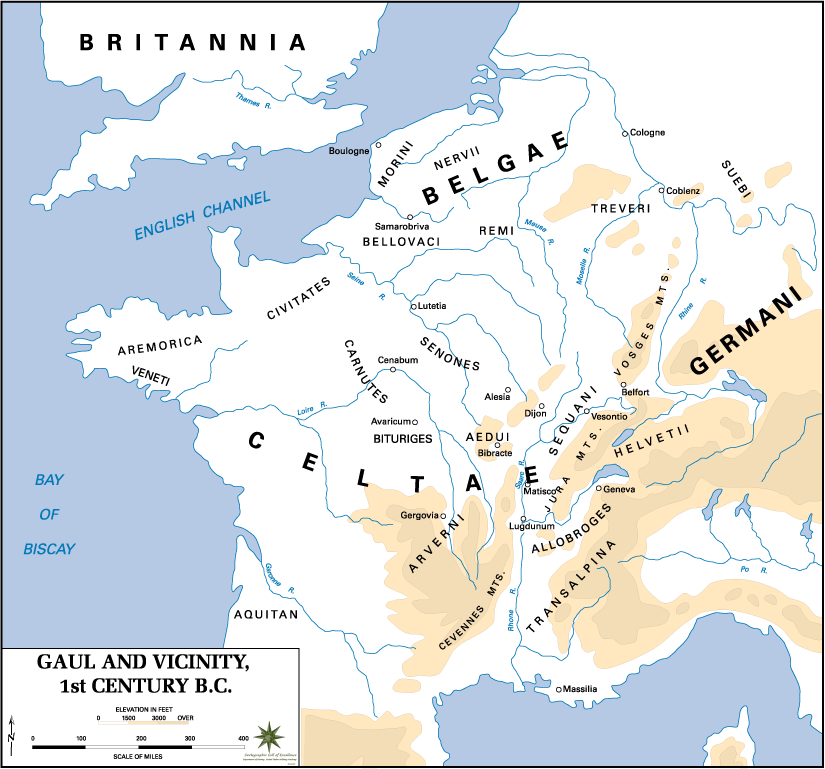
Gallische stammen in de eerste eeuw v. Chr.

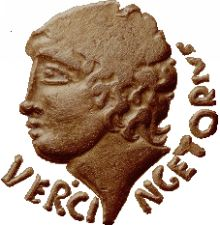
Vercingetorix

De Arverni was een Gallische stam in het hedendaagse Auvergne in Midden-Frankrijk.
De stam bloeide vooral in de derde en tweede eeuw v.C. met leiders als Bituitus en Luernius, maar kende een heropbloei in de eerste eeuw v.C., toen de Arverniër Vercingetorix een coalitie van Gallische stammen bijeenbracht om de strijd aan te gaan met de Romeinse veldheer Julius Caesar.

## Geografie
De Arverni leefden in de regio die nu bekendstaat als Auvergne, en die naar hen genoemd is, in Centraal-Frankrijk. Ze beheersten de regio rond het huidige Clermont-Ferrand, namelijk de departementen Cantal, Puy-de-Dôme, Allier en een gedeelte van Haute-Loire. Deze ligging, op het centrale en westelijke deel van het Centraal Massief, bood hun een strategisch voordeel: de hoogte was immers uitermate geschikt om zich te verdedigen tegen vijanden, en bood ook de mogelijkheid een deel van de omliggende vlakten te domineren.
De buren van de Arverni, namelijk de Segusiavi en de Aedui, hadden hun grondgebied ook op hoogtes. Vooral de Aedui waren er onder meer hierdoor in geslaagd zich als stam enorm uit te breiden. Zo bestonden er voornamelijk spanningen met de Aedui, die tijdens de Gallische oorlogen zichtbaar werden.
De Cebenna mons (nu: Cévennes) scheidde de Arverni verder ook nog van de Helvetii.

## Nederzettingen
De hoofdstad van de Arverni heette na de Romeinse bezetting in de eerste eeuw v.C. Augustonemetum (in andere bronnen "Arverni", "Arvaricum" of "civitas Arvernorum"), maar is uit het werk van Strabo al bekend als Nemessos. De stad werd na de Romeinse verovering in de eerste eeuw v.C. hernoemd naar Augustonemetum, waarin duidelijk de naam van keizer Augustus naar voren komt.
De hoofdstad was binnen de omwalling zo'n 3 hectare groot, had onder meer een aquaduct en vervulde met een heilige bron en een rijke tempel ook een belangrijke religieuze functie als centrum van de Mercurius Dumiascultus. De stad telde in de tweede eeuw n.C. tussen de 15.000 en 30.000 inwoners, wat haar een van de grootste steden van Gallië maakte. Vanaf 842 wordt de stad Clairmont genoemd en vanaf 1630 Clermont-Ferrand.
De tweede belangrijke plaats in het gebied van de Arverni was Gergovia, waar Caesar in 52 v.C. werd verslagen door Vercingetorix. Deze nederzetting lag zo'n 6 kilometer ten zuiden van Augustonemetum en kende vooral onder de Romeinse keizer Augustus een bloeiperiode, maar werd onder Claudius verlaten.

## Godsdienst
Vanuit het gebied van de Arverni ontwikkelde zich ook de Mercurius Dumiasverering. Deze ontstond als verering van de "god van de berg", de zogenaamde Puy de Dôme (wat nu nog doorleeft in de naam van het departement) en evolueerde in een meer Romeinse versie als "Mercurius van de berg". De verering van Mercurius Dumias uitte zich voornamelijk in de vele munten die zijn gevonden in Clermont-Ferrand, maar ook in de aanwezigheid van een tempel bezet met marmeren tegels, en een heilige bron. Ook werd er een groot standbeeld van Mercurius gevonden, dat volgens Plinius door de Griekse beeldhouwer Zenodorus werd gemaakt.

## Periode voor Caesar
Er is niet zoveel bekend over de Arverni in de eerste eeuwen van hun bestaan. We weten dat ze deelnamen aan de raids door Europa in de zesde eeuw v.C., wanneer de Keltische krijgersgemeenschappen zich verspreidden over het Europese continent. Ze bleven verder vrij onopgemerkt in de (literaire) bronnen tot in de tweede eeuw v.C. Eerst zien we Luernius, koning van de Arverni en bekend om zijn vrijgevigheid en zijn gastvrije ontvangst van vreemdelingen. Hij zou volgens sommige literaire bronnen zich verplaatsen op een gouden kar en ondertussen gouden muntstukken gooien naar de omstaanders. Hiermee past hij goed in de heersende sociale opvattingen bij de Kelten, waarbij de vorst de rijkdom van de stam moet verzekeren en etaleren.
Enkele jaren later trok Hannibal Barkas, de bekende veldheer uit Carthago, door Europa. De Griekse kolonie Massalia (het huidige Marseille) had hierom hulp gevraagd bij de Romeinen om haar handelsroutes langs de Rhône te beveiligen. De Arverni, onder leiding van koning Bituitus, de zoon van Luernius, sloten hierop een verbond met de Allobrogen, een Gallische stam die zich meer in het oosten bevond. Ze zakten samen af langs de rivier de Rhodanus (nu: Rhône) tot aan de rivier de Vindelicis amnis (nu: Sorgue). Hier leden ze bij Vindalium in 121 v.C. een nederlaag tegen Cn. Domitius Ahenobarbus, en in 120 v.C. werden de Arverni, samen met de Allobrogen, definitief verslagen door de Romeinse consul Quintus Fabius Maximus. Koning Bituitus werd hierna door de Romeinse Senaat verbannen naar Alba. De Romeinse provincie Gallia Narbonensis werd na deze veldslag ook opgericht ter vervanging van Gallia Transalpina. De hoofdstad van deze nieuwe provincie werd de recent opgerichte kolonie Narbo Martius (opgericht in 118 v.C., nu Narbonne).
Bituitus' zoon, Congonnetiacus (Contoniatus), werd aanvankelijk naar Rome gebracht als gijzelaar maar werd later misschien geïnstalleerd als cliëntvorst. Dit leidde ertoe dat de Arverni onder sterke invloed van de Romeinen stonden, wat zich enkele decennia later, na de verovering door de Romeinen in de eerste eeuw v.C., uitte in de bouw van een aquaduct in hun nieuwe hoofdstad  Augustonemetum.

## Gallische oorlogen en nasleep
Enkele decennia later, tijdens de Gallische oorlogen van C. Julius Caesar, kwamen de Arverni vooral in de belangstelling door de opstand van hun leider Vercingetorix tegen de Romeinse bezetting. De woongebieden van Arverni werden, gezien de ligging, vrij snel veroverd door de Romeinse troepen in de jaren 58 – 56 v.C. Het gebied zou echter een slagveld blijven tijdens de rest van de Gallische oorlogen.
Na deze initiële campagne van Caesar werd een grote pan-Gallische vergadering georganiseerd, waarbij vele Gallische leiders Caesar feliciteerden met zijn overwinningen en hem trouw zwoeren – maar ook klaagden over de strubbelingen tussen de Arverni en de Aedui. De Aedui hadden hierbij grote aantallen Germaanse huurlingen ingehuurd, die echter muitten en uiteindelijk door Caesar moesten verslagen worden bij de Vogezen, de bergketen in het huidige Lotharingen.
In 54 – 53 v.C. ziet men vervolgens een opstand van de Eburonen onder leiding van Ambiorix, waarbij 15 Romeinse cohorten werden uitgeroeid. Deze opstand was echter maar de aanzet van een grote Gallische opstand, waarbij Vercingetorix, leider van de Arverni, het voortouw zou nemen. De stam, met onder meer Vercingetorix' oom Gobanitio, vond een algemene opstand tegen de Romeinen echter te riskant en verbande Vercingetorix uit het gebied. Hij keerde echter terug met een leger aanhangers, veroverde Gergovia en riep zichzelf uit tot koning. Hij kon snel de verschillende Gallische stammen voor zijn zaak winnen en kon het bevel voeren over alle troepen. Hij paste de tactiek van de verschroeide aarde toe, maar kon niet vermijden dat het tot een beleg kwam van Gergovia, op het gebied van de Arverni. Hij wist hier echter de Romeinse troepen onder leiding van Caesar te verslaan, wat nu nog steeds voortleeft in de trotse herinneringen van de Fransen. Hij zou echter bij het beleg van Alesia verslagen worden en na enkele jaren gevangenschap zijn wapens neerleggen, zijn overgave toegeven en gedood worden.
Ondanks deze rebellie van de Arverni, toonde Caesar zich grootmoedig: hij besliste de volledige stam niet uit te roeien, wat hij wel geprobeerd heeft met de Belgae bij de opstand van Ambiorix. Hier kreeg de volledige stam de status van "liberi", een veel hogere status op de Romeinse sociale ladder dan de andere Gallische stammen.